# Paid in Full (песня Eric B. & Rakim)
«Paid in Full» (с англ. — «Заплатить сполна») — пятый сингл американского хип-хоп-дуэта Eric B. & Rakim из их дебютного студийного альбома Paid in Full, выпущенный в 1987 году на лейбле 4th & B’way Records, дочернем лейбле Island Records.
Песня была написана и спродюсирована участниками группы: Эриком Барриером и Уильямом Гриффином. «Paid in Full» стал одним из самых успешных синглов группы, во многом благодаря популярному ремиксу на песню английского танцевального дуэта Coldcut.

## Предыстория
В 1985 году Эрик Би искал рэпера, который мог бы наложить свой голос на его музыку, которую он создавал на виниловых проигрывателях на радиостанции WBLS в Нью-Йорке. Раким откликнулся на его поиски, и позже оба начали записывать треки вместе в домашней студии одного из близких друзей Ракима, Марли Марла. После того, как основатель лейбла Def Jam Recordings Расселл Симмонс услышал дебютный сингл дуэта «Eric B. Is President», он подписал их на лейбл Island Records и начал записывать их дебютный студийный альбом в начале 1987 года на домашней студии Марли Марла и манхэттенской студии Power Play Studios. Альбом Paid in Full был выпущен в июле 1987 года.
Английскому танцевальному дуэту Coldcut было поручено создать ремикс на песню, который будет включён в сингл «Paid in Full», в результате чего был получен подзаголовок «Seven Minutes of Madness» (с англ. — «Семь минут безумия»). Когда «Paid in Full» был выпущен как пятый и последний сингл альбома, он стал хитом в американских клубах. Однако за рубежом он получил гораздо больший коммерческий успех, во многом благодаря ремиксу Coldcut. «Seven Minutes of Madness» стал одним из первых коммерчески успешных ремиксов, попав в топ-15 в таких странах, как Великобритания, Бельгия, Нидерланды и Новая Зеландия. Группе Coldcut заплатили 700 фунтов за их ремикс. Несмотря на успех, Эрик Би назвал ремикс «девчачьей диско-музыкой»; Раким, однако, назвал это лучшим ремиксом, который он когда-либо слышал.

## Состав и текст песни

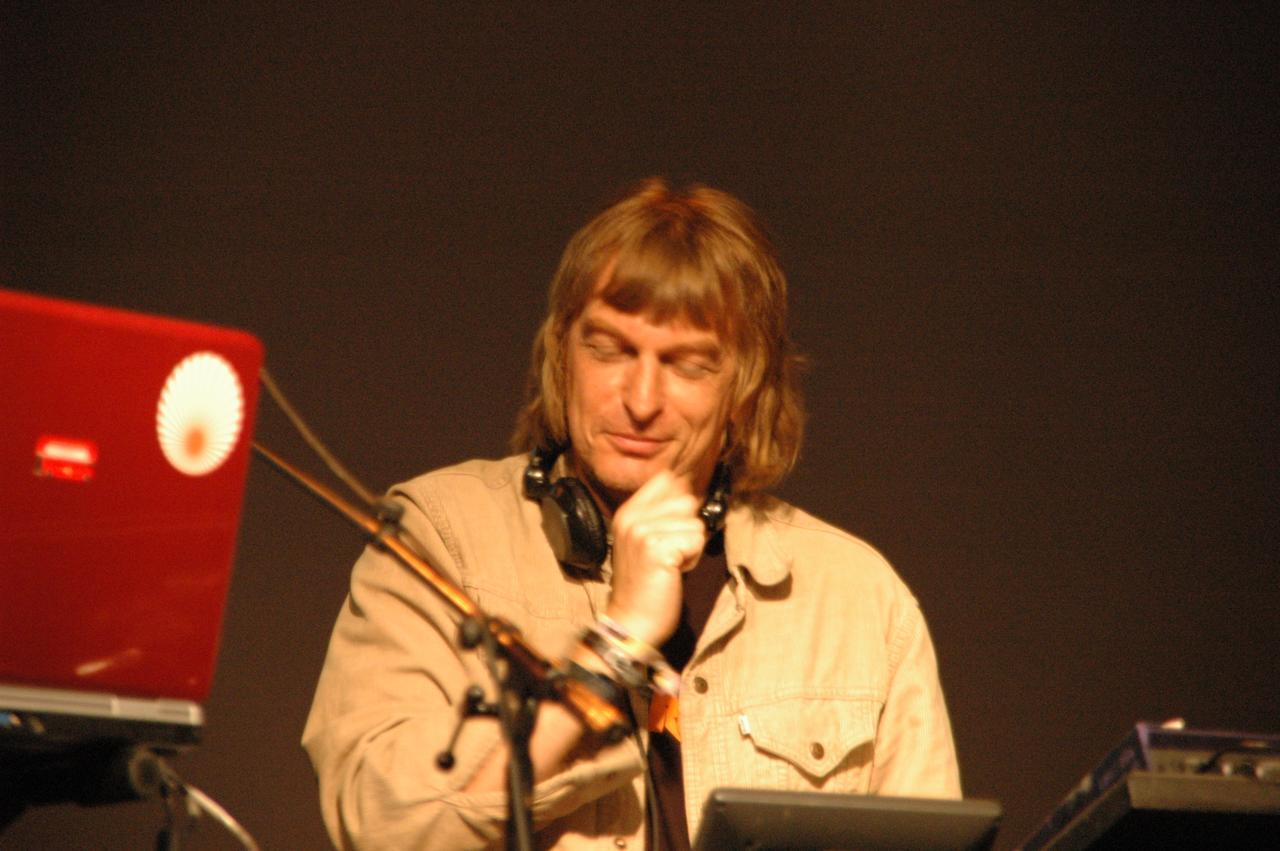
Мэтт Блэк, половина дуэта Coldcut, выступает в 2006 году. Дуэт спродюсировал знаменитый ремикс «Seven Minutes of Madness» на песню «Paid in Full».

Как и большая часть песен дуэта, «Paid in Full», спродюсированный самим Эриком Би и Ракимом, использует несколько семплированных элементов. Чтобы создать драм-партию для песни, Эрик Би зациклил кусочек из песни 1974 года «Ashley’s Roachclip» фанк-группы The Soul Searchers. Басовая партия была засемплирована из песни «Don’t Look Any Further» певцов Dennis Edwards и Siedah Garrett. В конце трека Эрик Би также неоднократно скретчит строку «This stuff is really fresh!» (с англ. — «Этот материал действительно свежий!») из песни «Change the Beat», много раз семплируемой записи хип-хоп-пионера Fab 5 Freddy.
Ремикс Coldcut на песню «Paid in Full» был описан как избирательный ремикс - тот, который добавляет или вычитает материал из оригинальной композиции. Coldcut включили несколько новых элементов в производство своего ремикса, включая добавление различных вокальных семплов. Самым выдающимся из этих семплов был голос израильской певицы Офры Хаза, взятый из её записи «Im Nin’alu». Джонатан Море из Coldcut ранее играл пластинку Хаза в клубах и обнаружил, что когда он понижает её частоту, она идеально синхронизируется с драм-семплом песни «Ashley’s Roachclip». Успех ремикса помог привлечь внимание к Хаза. «Im Nin’alu» был ремикширован и выпущен как сингл отдельно, и продажи альбома Офры Хаза 1984 года Yemenite Songs резко возросли. Хаза лишь выразила несогласие с тем, что ей не сообщили о семпле. Ещё одним заметным элементом ремикса Coldcut является его вступительный вокальный семпл «This is a journey into sound» (с англ. — «Это путешествие в мир звука») — голос британского актёра Джеффри Самнера. Фразу «Now wait a minute, you better talk to my mother» (с англ. — «Подожди минутку, тебе лучше поговорить с моей мамой») произносит Хамфри Богарт из классического фильма 1946 года «Глубокий сон». Строки «Pump up the volume» (с англ. — «Прибавь громкость!») и «Def with the record» (с англ. — «Рифма будет отлично сочетаться с музыкой») взяты из собственной песни Eric B. & Rakim «I Know You Got Soul» также из альбома Paid in Full. Среди других семплов в ремиксе используются Джеймс Браун, Дон Пардо, Peech Boys и The Salsoul Orchestra . «Paid In Full» считается первой хип-хоп-записью, которая использует слои вокальных семплов поверх драм-ритма.

## Приём критиков
«Paid in Full» получил признание от музыкальных критиков, которые похвалили текст песни и её продакшн.
Журнал Rolling Stone назвал «Paid in Full» десятой величайшей песней хип-хопа всех времён. Игра слов Ракима была высоко оценена, и сравнение было проведено с американским джазовым музыкантом Джоном Колтрейном: «Его ослепительный наполненный мыслями рэп — который едва длится одну минуту — это ледяное флоу и ловкое уклонение от бита, медитация «добра против зла», которая хладнокровно отражает бандитскую жизнь внутри экономики реальной жизни и взгляд писателя на детали». Телеканал VH1 поместил песню на 24 место в свой список из «100 лучших хип-хоп-песен».
Также был высоко оценён ремикс Coldcut, в котором были использованы семплы, особенно «Im Nin’alu». Дориан Лински из британской газеты The Guardian назвала его «эталонным ремиксом» и поместила его в десятку лучших ремиксов. Чак Эдди из журнала Spin назвал ремикс Coldcut «величайшим моментом».

## Значение
В 2016 году песня заняла 2-е место среди «Треков года» за 1987 год в ежегодном опросе критиков журнала New Musical Express.
В 2012 году журнал Rolling Stone поместил песню на 10-е место в своём списке «50 величайших хип-хоп-песен всех времён». Британский журнал New Musical Express включил данную композицию в свой список «500 величайших песен всех времён», разместив её в нём на 361-й позиции.

## Список композиций

### Винил7"
Сторона А
1. «Paid In Full» — 3:36

Сторона Б
1. «Eric B. Is On The Cut» — 3:50

### Винил12"
Сторона А
1. «Paid In Full» (The Coldcut Remix) — 7:09

Сторона Б
1. «Paid In Full» (Album Mix) — 3:50
2. «Eric B. Is On The Cut» (Dub) — 3:48

## Чарты

### Еженедельные чарты
| Чарт (1987—1988)                   | Высшая позиция |
| ---------------------------------- | -------------- |
| Бельгия/Фландрия (Ultratop 50)     | 12             |
| Франция (SNEP)                     | 49             |
| Германия (GfK)                     | 27             |
| Нидерланды (Single Top 100)        | 5              |
| Новая Зеландия (Recorded Music NZ) | 2              |
| Великобритания (OCC UK Singles)    | 15             |
| США (Hot Black Singles)            | 65             |